# Устад
Устад (или остад) — почётный титул, используемый в Западной Азии, Северной Африке, Южной Азии и Юго-Восточной Азии.

## Этимология
Персидское слово استاد (остад) происходит от среднеперсидского awestād («мастер», «искусный мастер»).

## Использование
Титул предшествует имени и исторически обычно использовался для уважаемых учителей и художников. Его можно использовать для мастера в любом искусстве или занятии; например, к признанному мастеру-мотомеханику будут обращаться устад. Этот термин также используется учеником (шагирд) при обращении к своему учителю.
В персидском языке и арабоязычном мире титул также употребляется по отношению к профессору университета. Устад используется только для квалифицированных исламских учёных в Брунее, Индонезии, Малайзии, Филиппинах, Сингапуре, Южном Таиланде, где он является прямым эквивалентом таких терминов, как «шейх» в арабском мире и «маулана» на Индийском субконтиненте. На Мальдивах этот титул используется в отношении людей, имеющих лицензию на юридическую практику.

## Устад как титул в классической музыке хиндустани
Устад (сокращенно Уст. или Ут. или Уд. и от перс. استاد‎) — почётный титул эксперта в индийском классическом пении и инструментальной игре, используемый для мусульманского музыканта. Он используется в классической музыке хиндустани для признания мастеров-исполнителей. Эксперт, не являющийся индуистским музыкантом, получает титул устада. Звание присуждается музыкантам их учителями, видными деятелями или членами их гхараны в знак признания их опыта. Титул используется в разных языках, включая хинди, бенгали и панджаби. Мусульманке, являющейся знатоком индийской классической музыки, присваивается титул бегум; например, Бегум Ахтар и Бегум Парвин Султана.

### Использование
Титул устада (и пандита) неофициально добавляется к именам классических певцов и исполнителей их поклонниками, отдельными лицами или учреждениями, когда они достигают выдающихся успехов в своём исполнительском искусстве, особенно в публичных выступлениях. Поскольку это неформальные звания, допустимо упоминание имён выдающихся певцов без этих наименований, в отличие от префиксов, таких как «доктор», официально присуждаемых учебными заведениями.
В классической музыке хиндустани прославилось множество устадов, например, Устад Алла Ракха, Устад Закир Хусейн, Устад Амджад Али Хан, Устад Вилайят Хан, Устад Шахид Парвез, Устад Рашид Хан, Устад Бисмилла Хан и т. д.